# Foobar2000
foobar2000 egy ingyenes (de nem szabad forrású) audiolejátszó program Windows és MacOS operációs rendszerekre. Fejlesztője egy egykori Winamp-programozó, Peter Pawlowski.

## A foobar2000 főbb jellemzői
- Beépített támogatás a legelterjedtebb audioformátumokhoz
- Alacsony memóriahasználat
- Széles körű testreszabhatóság
- Unicode támogatás
- ReplayGain támogatás
- Szünetmentes lejátszás
- 64 bites kimenet
- Beépített tag-szerkesztő
- freedb támogatás

## Lásd még
- foo, bar és baz